# جنبش آزادی‌بخش ملی ارمنی
جنبش آزادی‌بخش ملی ارمنی (به ارمنی: Հայ ազգային-ազատագրական շարժում)، (به انگلیسی: Armenian national liberation movement) جنبشی است که هدف آن ایجاد یک ارمنستان متحد و مستقل بود. مجموعه‌ای از عوامل مانند؛ جنبش‌های اجتماعی و فرهنگی که باعث ایجاد بیداری ملی ارمنی شد؛ و عوامل سیاسی و نظامی در طی و پیش از جنگ جهانی اول باعث به وجود آمدن جنبش آزادی‌بخش ملی ارمنی شود.
جنبش ملی ارمنی در اوایل ۱۸۶۰ میلادی تحت تأثیر عصر روشنگری و در زمان ظهور ناسیونالیسم امپراتوری عثمانی، به وجود آمد. عوامل مختلف و مؤثری در ظهور جنبش ملی ارمنی شبیه جنبش کشورهای بالکان و به ویژه بین یونانیان ایجاد شد نقش داشته‌است.
روشنفکران، نویسندگان، فیلسوفان و کشیش‌ها (خریمیان هایریک، مخیتار سباستاتسی)؛ نقش مؤثری در بیداری ملی ارمنی داشتند و آنان به دنبال بهبود و اصلاحات در شش ولایت ارمنی بودند و فدایی ارمنی دفاع از مردم در مقابل نیروهای عثمانی را برعهده داشتند، اما عملاً طرح اصلاحات برای بهبود وضع ساکنین ارمنی شکست خورد؛ و عاملی شد تا ارمنیان به فکر ایجاد یک حکومت مستقل در مناطق ارمنی‌نشین تحت کنترل دولت عثمانی و ارمنستان روسیه شدند.
از اواخر ۱۸۸۰ میلادی جنبش ارمنی منجر به درگیری‌های مسلحانه با نیروهای نظامی عثمانی و گروهای نامنظم کُرد به رهبری سه حزب ارمنی در مناطق ارمنی‌نشین عثمانی شد. ارمنیان به‌طور طبیعی روسیه را متحد خود در مبارزه با دولت عثمانی می‌دیدند؛ با این حال روس‌ها همچنین یک سیاست ظالمانه‌ای را در قفقاز ضد ارمنیان (ارمنستان روسیه)، دنبال می‌کردند. پس از شکست دولت عثمانی در جنگ اول بالکان و تحت فشار اروپا و روسیه مجبور به اصلاحاتی در مناطق ارمنی‌نشین شد ولی با آغاز جنگ جهانی اول این اصلاحات عملاً قطع شد.
در طی جنگ جهانی اول ارمنی‌های ساکن امپراتوری عثمانی به‌طور سیستماتیک توسط دولت وقت نابود شدند؛ براساس برخی برآوردها طی سال‌های ۱۸۹۴ تا ۱۹۲۳ میلادی بین ۱/۵ تا ۲ میلیون نفر کشته شدند.
در ۲۵ فوریه ۱۹۱۵ میلادی انور پاشا براساس دستورالعمل شماره ۸۶۸۲ دستور حذف تمامی سربازان و افسران ارمنی در ارتش عثمانی را صادر نمود در مقابل ده‌ها هزار ارمنی ساکن قفقاز و روسیه به واحدهای داوطلب ارمنی پیوستند. روسیه در سال ۱۹۱۷ میلادی بسیاری از مناطق ارمنی‌نشین عثمانی را تحت کنترل داشت ولی پس از انقلاب اکتبر و خروج نیروهای نظامی روسیه از آن مناطق، واحدهای منظم ارمنی در آن مناطق مستقر شد و بعد از نبرد سارداراباد در ۲۸ مه ۱۹۱۸ کشور ارمنستان اعلام استقلال نمود و اولین جمهوری ارمنستان تشکیل شد.
در سال ۱۹۲۰ میلادی بلشویکها در روسیه و مجلس کبیر ملی ترکیه به قدرت رسیدند. در حالی که ارتش سرخ وارد ایروان شده بود، در سوی دیگر انقلابیون تُرک موفق به اشغال ارمنستان غربی شدند. در سال ۱۹۲۱ میلادی معاهده دوستی به نام عهدنامه مسکو بین بلشویک‌ها و مجلس کبیر ملی ترکیه به امضاء رسید؛ در نتیجه ارمنستان شرقی ضمیمه اتحاد جماهیر شوروی سوسیالیستی شد و صدها هزار نفر از ارمنیان، ارمنستان غربی در نتیجه نسل‌کشی و ارمنی ستیزی دولت مصطفی کمال آتاترک به کشورهای همجوار و آمریکا، اروپا مهاجرت کردند و جامعه‌ای به نام جماعت ارمنیان پراکنده را تشکیل دادند. جمهوری سوسیالیستی ارمنستان شوروی در سال ۱۹۹۱ میلادی فروپاشید و متعاقب آن جمهوری ارمنستان تأسیس گردید.

## پیش زمینه

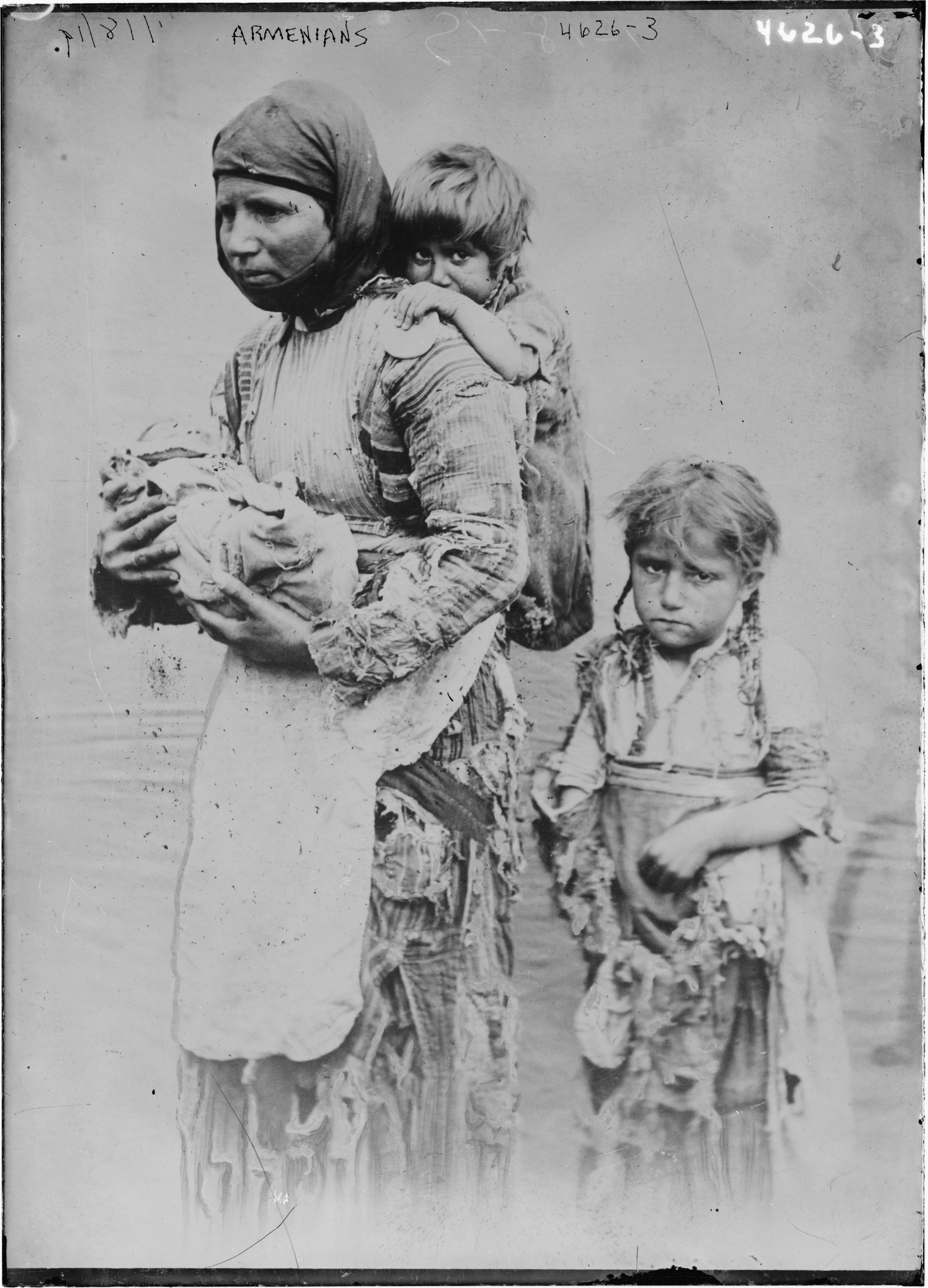
زن ارمنی با همراه کودکان خود آواره شده از قتل‌عام، اسامی کودکان ماکارید (در پشت او)، نِوارت (ایستاده در کنار او) در شهر الازیغ

در آستانه جنگ روسیه و عثمانی (۱۸۷۷-۱۸۷۸) وضع ارمنیان در ارمنستان عثمانی به همان دشواری و حتی بدتر هم شد. به هنگام جنگ روس و عثمانی نیز ارمنستان دوباره تبدیل به صحنه یک رشته فجایع و جنایاتی شد که گروه‌های نامنظم جزو سپاهیان ترک نسبت به ساکنان آن مرتکب می‌شدند، و چنین بود که ساکنان ارمنی مناطق دغوبایزید و دیادین و الشگرد بیشترشان قتل‌عام شدند.
(تنها در شهر بایزید ۲۴۰۰ نفر ارمنی کشته شدند) در حالی که ارمنیان ساکن مناطق قارص و باسن و وان بشدت صدمه دیدند.
در ماه سپتامبر ۱۸۹۵ میلادی ارمنی‌ها در قسطنطنیه تظاهراتی به رهبری حزب سوسیال دموکرات هنچاکیان برپا کردند که به خون کشیده شد. از پی آن کشتارهای عظیمی از سپتامبر تا دسامبر ۱۸۹۵ میلادی به وقوع پیوست. کشتارها به مقیاس بسیار وسیعی در ترابزون، بایبورت، ارزروم، ارزنجان، بتلیس، دیاربکر، الازیغ، آرابگیر،ملطیه، سیواس ،ماردین و قهرمان مرعش صورت گرفت. این کشتارها در شانلی اورفه به اوج شدت خود رسید، چه در آن شهر در طول هفته اول عید میلاد مسیح، سه هزار نفر ارمنی که بیشتر زن و کودک بودند و در کلیسای جامع شهر پناه گرفته بودند در همان کلیسا زنده زنده به آتش کشیده شدند.
جمع کل قربانیان کشتارهای ۱۸۹۴ تا ۱۸۹۶ میلادی (مناطق ارزروم، وان و بتلیس) ۲۰۰٬۰۰۰ نفر برآورد شده‌است. به اضافه ۱۰۰٬۰۰۰ نفر که در زمستان‌های سخت ارمنستان به علت ویران شدن خانه و کاشانه از گرسنگی و سرما مرده‌اند و کودکانی که بر اثر از دست دادن والدین خود تلف شدند و بالغ بر ۵۰۰۰۰ کودک یتیم شدند. علاوه بر ارمنی‌ها ۲۵٬۰۰۰ نفر آشوری در شهر دیاربکر کشته شدند.
باید به این رقم عده‌ای را نیز که به زور از دین برگردانده شده‌اند اضافه کرد و سفیر فرانسه عده آنان را به چهل هزار نفر برآورد کرده‌است.
بیش از یکصد هزار ارمنی ساکن ترکیه تنها در سال‌های ۱۸۹۴ تا ۱۸۹۷ میلادی آن کشور را ترک کردند و به سرزمین قفقاز جنوبی و کشورهای شبه جزیره بالکان و به ایالات متحده آمریکا پناهنده شدند.
زمامداران تُرک بنا به عادت همیشگی خود نخست وجود کشتارهایی را تکذیب کردند و مدعی شدند که چیزی بجز اغتشاشات نبوده‌است. لیکن چندی نگذشت که تُرکان و مبرزترین وکلای آنان مجبور شدند در برابر دلایل و مدارک انکارناپذیر مسلم بودن آن اعمال را تأیید کنند. آنگاه تُرکان درصدد برآمدند تا از شدت فاجعه بکاهند، به این بهانه که آن کشتارها چیزی بجز پاسخ دولت به شورش عمومی ارمنیان نبوده‌است.
ویلیام اوارت گلدستون به این تهمت شورش ارمنی‌ها، در جلسه‌ای که در چستر برپا بود چنین گفت: 
«اگر این حرف معنایی هم داشته باشد معنی آن به‌طور روشن این است که ارمنیان هر چند اسلحه نداشته‌اند کوشیده‌اند از جان و مال و خانه و کاشانه و از زن و کودکان خود دفاع کنند.»

## مسئله ارمنی

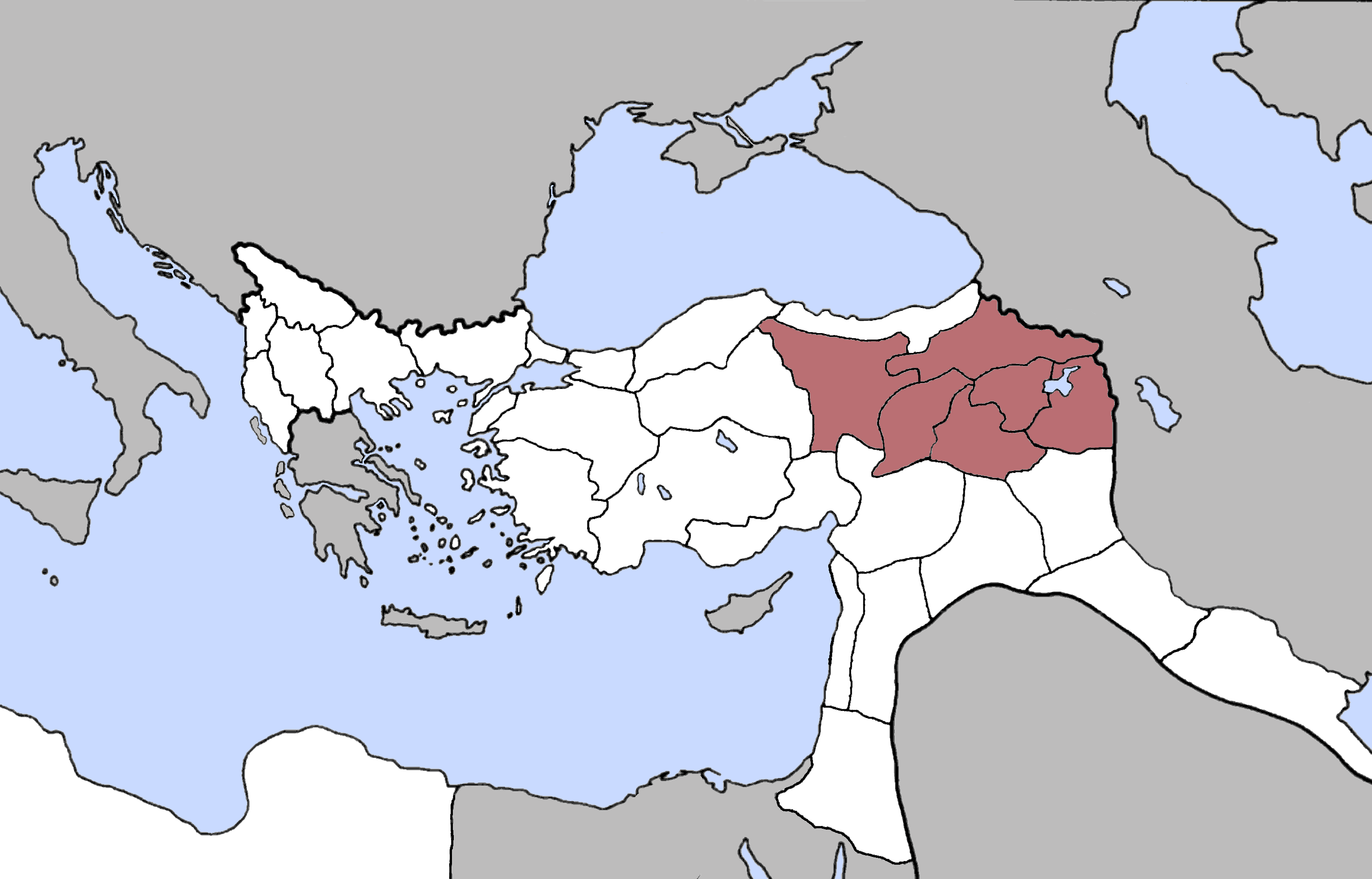
شش ولایت ارمنی اوایل سده بیستم

اگرچه مسئله ارمنی تنها در کنگره برلین و در پی جنگ روس و عثمانی در فاصله سال‌های ۱۸۷۷ تا ۱۸۷۸ میلادی بود که به مسئله‌ای با اهمیت بین‌المللی تبدیل شد، این مشکل پیش از آن نیز وجود داشت. مدت‌ها پیش از کنگره، ارمنیان در پی پایانی بر ستم و بی عدالتی بودند. شورای عمومی ارمنی که وظایف خود را در سال ۱۸۶۲ میلادی به عهده گرفت، شکایات شش ولایت ارمنی را که بیشتر ساکنین اش ارمنی بودند گرد آورد، و به واسطه آن‌ها از حکومت دادخواهی نمود. علاوه بر شکایات تقاضانامه ارمنیان برای اصلاحات بنیادین که در تاریخ ۱۸۷۸ میلادی ارائه شد شامل درخواست‌های زیر بود:
- شش ولایت ارمنی باید دارای استاندار کل باشد و حتماً باید مذهب کلیسای حواری ارمنی داشته باشد و می‌بایست از طرف سلطان عثمانی و با موافقت تزار روسیه انتخاب گردد. استاندار دارای لقب والی خواهد بود.
- رؤسای جوامع و ولایات نیز باید معتقد به مذهب کلیسای حواری ارمنی باشند. لیکن انتصاب آنان باید از سوی شورای نمایندگان ارمنستان و با موافقت باب عالی صورت گیرد.
- حفظ نظم و امنیت در کشور باید در اختیار ارمنیان باشد. پاسبانان باید از میان ارمنیان انتخاب شوند.
- امر قضاوت می‌بایست دور از شریعت و تابع نظر رئیس قضاوت ارمنی باشد.
- امتیازهای انحصاری کُردها (قورباشی و دره بیگ) باید لغو شود.
- مالیات‌ها باید مجدداً و به‌طور عادلانه تعیین شوند.
- بازسازی قوانین مربوط به وقف باید صورت گیرد؛ همچنین قوانین مربوط به تملک زمین باید مورد تجدید نظر قرار گیرد.
- خلع سلاح ترکان و چرکس‌ها در شش ولایت ارمنی.
- استقرار ساختار جدید اداری در شش ولایت ارمنی که سلطان باید آن را با موافقت تزار تصویب کند.
- ضمانت خودمختاری جزئی شهر زیتون زیرا این شهر از پنج سده پیش تاکنون به صورت خودگردان اداره می‌شود.[۲۲]

درخواست‌های ارمنیان؛ اول (۲۱ اکتبر ۱۸۷۷ میلادی) و درخواست دوم در (اول فوریه ۱۸۷۸ میلادی) واجد نکاتی چند است:
«اول اینکه بخش بزرگ این درخواست‌ها بالاخص موارد به برابری و تأمین جانی و مالی و عدم تبعیض اجتماعی تأکیدی بر حقوق از دست رفته ارمنی‌ها در چارچوب قانون اساسی عثمانی بود که سلطان عبدالحمید وعده آن را داده بود. ارمنی‌ها امیدوار بودند با طرح این درخواست‌ها و تحت حمایت دولت‌های بزرگ به این حقوق دست یابند. بخش دیگر درخواست‌های ارمنی‌ها مانند اصلاحات مالیاتی و قضایی،انتخاب ارمنی‌ها در مناسب حکومتی و تأمین امنیت ارمنی‌ها مواردی بودند که پیش تر از سوی قدرت‌های اروپایی طی معاهده پاریس و پروتکل لندن مطرح شده بود و دولت عثمانی ملزم به اجرای آن‌ها بود. قرارهایی که هیچ وقت دولت عثمانی به آن پایبند نبود.»

## بیداری ملی
بیداری ملی ارمنی و در ایجاد «احساسات ملی ارمنی» عوامل مؤثری دخیل بوده‌است. در فلات ارمنستان یک رشته مراکز روشنفکری ارمنی به وجود آمد عبارتند از:
کلیسای جامع اچمیادزین مقر سر اسقف یا کاتولیکوس و مرکز آکادمی یا دارالعلوم، ایروان، وان به دلیل اینکه مرکز کار «خریمیان هایریک» بود، ارزروم به دلیل وجود کالج ساناساریان، و شوشی. در خارج از ارمنستان مهم‌ترین مراکز روشنفکری عبارت بودند از قسطنطنیه، تفلیس، مسکو، و در اروپای غربی، ونیز و وین به دلیل وجود مخیتاریست‌ها در آن دو شهر و پاریس و ژنو به عنوان مراکز جوانان دانشجوی ارمنی و سپس مدتی بعد «باستن» به عنوان مرکز روشنفکری مهاجران ارمنی که به آمریکا رفته بودند.
این مراکز تبدیل به کانون‌های فکر ارمنی شدند و نشانه محل‌هایی بودند که در آن‌ها فکر احیای مجدد ملت ارمنی شکل گرفت و سپس در میان تمامی افراد ملت شیوع یافت. در حقیقت در سده نوزدهم بود که پدیده رنسانس یا احیای مجدد فرهنگی به ارمنیان آموخت تا با بازگشت به پیشینه باستانی خویش از گذشته درخشان خود اطلاع حاصل کنند.
ارمنی‌های مقیم ترکیه و روسیه و ایران بدون ارتباط و تماس با یکدیگر زندگی می‌کردند بعد از نیمه سده نوزدهم جریانی از همکاری و تعاون در میان آنان آغاز گردید. از جمله ارمنیان روسیه با دادن عطایا و کمک‌های مالی در تأسیس شبکه مدارس ارمنی در ارمنستان غربی بسیار یاری و همکاری کردند.

در ۱۸۷۲ میلادی گریگور آردزرونی در روزنامه مشاک چنین می‌نویسد: 
«دیروز ما چیزی بجز یک اجتماع کلیسایی نبودیم، ولی فردا یک ملت خواهیم بود.»
ملت ارمنی با وجود تقسیم شدنش بین سه دولت و پراکنده بودن قسمتی از ارمنیان در نقاط مختلف دنیا، کم‌کم متوجه وحدت و یگانگی خود می‌شد.
هانس فردیناند هلمولت مورخ آلمانی در کتاب خود «تاریخ جهان» می‌نویسد: 
«فقط از سده نوزدهم ببعد که نمایندگان برگزیده طبقه روشنفکر ارمنی به این اعتقاد رسیدند که ملتشان حق دارد وجودی آبرومند داشته باشد و در شرایط و اوضاع و احوال زندگی مل تهای اروپایی زندگی کند. آنان در اثبات این مدعا بر سه دلیل محکم تکیه کرده‌اند که هیچ‌کس نمی‌تواند آن‌ها را رد کند. نخست: تاریخ پر افتخار کشور قدیم ارمنستان، دوم: اصالت مؤسسات مذهبی آنان و پایداری و ثباتی که در راه حفظ و بقای آن‌ها از خود نشان داده‌اند، و بالاخره تماس نزدیک و قابلیت امتزاجشان با تمدن مغرب زمین.»

## نقش کلیسا

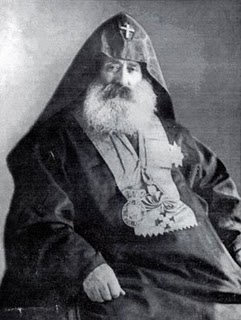
مگردیچ خریمیان، «من خود را تنها پدر روحانی ارمنیان قسطنطنیه نمی‌دانم بلکه پدر روحانی همه ارمنیان عثمانی هستم.»

حیات سیاسی ارمنیان نیز مرهون کلیسای ارمنی است. در تمامی دورانی که ارمنیان فاقد حاکمیت سیاسی واحد بودند و تحت سلطهٔ قدرت‌های دیگر می‌زیستند این کلیسای ارمنی بود که نقش رهبری جامعه را بر عهده داشت و به جای حاکمیت سیاسی ادارهٔ امور جامعه را برعهده می‌گرفت. پاسدرماجیان در این مورد می‌نویسد:
«کلیسای ارمنی گذشته از این خدمت اساسی که برای حفظ و بقای حیات فرهنگی و معنوی ملت انجام داده، در واقع، خود ملت را نیز در چهارچوب امپراتوری عثمانی رهبری کرده و نگذاشته‌است که وجودش در وجود ترکان عثمانی مستحیل شود.»
محققان تاریخ ارمنی معتقدند جماعت ارمنیان پراکنده و کلیساهای ارمنیان دیاسپورا نقشی مهم در احیای ملت ارمنی، ایجاد احساسات ملی گرایانه و میهن پرستانه و نهایتاً، کسب استقلال ملت ارمنی داشته‌اند.
یرواند آبراهامیان نیز در بیان اهمیت کلیسای ارمنی در حیات سیاسی ـ اجتماعی این ملت می‌نویسد:
«اهمیت کلیسای ارمنی به این دلیل است که در طول دوره‌ای طولانی، که ارمنیان فاقد دولت بودند، کلیسا نقش دولت را هم بازی می‌کرد.»
از نظر هراند پاسدرماجیان وجود دو صفت اصلی در کلیسا، یکی یگانگی صمیمانه با ملت و دیگری ارزش مردم سالارانه و آزادیخواهانهٔ آن، علت اصلی نقش عمیق کلیسا در حیات سیاسی و اجتماعی ملت ارمنی بوده‌است.
«نقش کلیسا در حیات سیاسی و احیای مجدد ارمنستان در قرن نوزدهم میلادی را تشبیه به نگهبانان مشعل کرده‌اند، نگهبانانی که در طول قرن‌ها مخازن و گنجینه‌های معنوی، ادبی و فرهنگی این ملت را در درون صومعه‌ها و کلیساها حفظ و حراست کردند و از دستبرد زمان و تهاجم بیگانگان در امان نگاه داشتند تا به روشنفکران، شاعران و سیاستمداران نسل‌های جدید بسپارند و آن‌ها با روح بخشی مجدد به این گنجینه‌ها زمینهٔ احیای مجدد ملت ارمنی و استقلال کشور را فراهم آورند.»

## نقش احزاب سیاسی

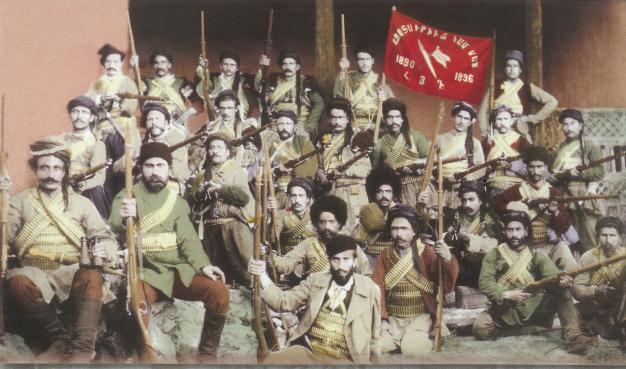
گروهی از فدائیان ارمنی با پرچم فدراسیون انقلابی ارمنی، متن بر روی پرچم «مرگ یا آزادی»

تحولات پرشتاب و تأثیرگذار دهه‌های پایانی سده نوزدهم در قفقاز و ارمنستان غربی موجب شکل‌گیری گروه‌ها و احزاب متعددی ارمنی گردید که از جمله مهم‌ترین آن‌ها حزب سوسیال دموکرات هنچاکیان بود. حزب بیش از هر چیز از اهرم راهپیمایی عمومی برای بیان اعتراض به سیاست‌های دولت عثمانی بهره گرفت. راهپیمایی اعتراضی گوم کاپو در قسطنطنیه در ۱۵ ژوئیه ۱۸۹۰ میلادی، نخستین قدرت نمایی هنچاک‌ها به‌شمار می‌رود. هدف اعتراض بیدار کردن ارمنیان ستمدیده و آگاه ساختن دولت عثمانی از درد و رنج ارمنیان بود. در این راهپیمایی اعتراضی، هاروتیون چانکیولیان از اعضای برجسته هنچاک‌ها بیانیه اعتراضی را خطاب به سلطان عثمانی در مورد اصلاحات شش ولایت ارمنی قرائت نمود و پس از آن ارمنیان حرکت دسته جمعی را به سمت کاخ یلدیز آغاز کردند که با برخورد سربازان عثمانی، عده‌ای از معترضات کشته و زخمی شدند. دومین تحرک سیاسی هنچاکیان نیز در اوت ۱۸۹۴ میلادی در منطقه ساسون یکی از تلاش‌های بزرگ حزب انقلابی هنچاکیان علیه حکومت عثمانی و کُردهای وابسته به سلطان عثمانی بود. (مقاومت ساسون (۱۸۹۴)) رهبری این اعتراضات بر عهده هامبارسوم پویاجیان بود که ارمنی‌های ساسون را به عدم پرداخت مالیات و باج به کُردها و تُرک‌های عثمانی ترغیب نمود که منجر به رویارویی آن‌ها با قوای عثمانی شد. سومین اعتراض سیاسی، اعتراض به سلطان عبدالحمید در ۱۸ سپتامبر ۱۸۹۵ میلادی صورت گرفت که رهبری آن بر عهده «کارو ساهاکیان» بود. پس از سخنرانی اعتراضی ساهاکیان و معترضان ارمنی که قصد ورود به دروازه‌های باب عالی را داشتند، با نیروهای عثمانی درگیر شدند که منجر به زخمی و کشته شدن و نیز بازداشت تعداد بسیاری از آن‌ها شد. مقاومت زیتون (۱۸۹۵–۱۸۹۶)، آخرین کوشش مهم هنچاکیان علیه دولت عثمانی در مقطع پایانی سده نوزدهم به‌شمار می‌رود.
هسته اولیه شکل‌گیری حزب آرمناکان توسط تعدادی از جوانان تحصیل کرده ارمنی در شهر وان ترکیه در سال ۱۸۸۵ میلادی به وجود آمد. حزب برای پیشبرد اهداف خود، اقدام به تأسیس شعبات متعددی در امپراتوری عثمانی، روسیه، ایران و آمریکا نمود. فعالیت حزب آرمناکان در امپراتوری عثمانی عمدتاً در شهرهای استانبول، ترابزون و وان در ایران نیز عمدتاً در شهرهای تبریز و سلماس صورت می‌گرفت. بدین ترتیب حزب توانست با تکیه بر رهبری معنوی و فکری مکرتیچ پرتوگالیان و نیز با اتکا به نیروهای خود در جنبش آزادی‌بخش ملی ارمنی نقش مهمی را ایفا نماید.
مهم‌ترین اهداف و برنامه‌های آرمناکان را بدین صورت به چاپ رسید:
«واجب است علیه استبداد تُرکان به پا خیزیم و آن‌ها را از طریق انقلاب ساقط کنیم. چون در این صورت است که می‌توانیم خودمان را اداره کنیم. بین طبقات و اصناف نباید هیچ گونه تبعیض و اختلافی وجود داشته باشد. چون این اختلافات جنبش ارمنی‌ها را سست می‌سازد و از کارایی آن می‌کاهد. آرمناکان‌ها باید از ایجاد تظاهرات، اعتراضات، هرج و مرج‌های بی موقع و همچنین ترور، جز در موارد استثنایی، احتراز ورزند. حزب باید رهبر و سازمانی مرکزی داشته باشد و با نمایندگان دیگر ناحیه‌ها و بخش‌ها، ملاقات و جلسات برگزار کند. همچنین زمان جنبش‌های عمومی را تشخیص دهد. حزب باید روزنامه آرمنیا را از لحاظ مادی و معنوی حمایت کند؛ اما مدیر مسئول آن هیچ گونه مسئولیتی در عملیات اجرایی و مالی حزب نخواهد داشت. اگر مردم جنوب یعنی کُردها، تُرک‌ها و دیگران به رشد فکری برسند و پیشنهاد همکاری با ارمنیان را بدهند، باید با آن‌ها همکاری کرد؛ چون آن‌ها فرزندان این حکومت هستند ولی با این تضمین که بعد از موفقیت با هم حقوق مساوی داشته باشیم.»
فدراسیون انقلابی ارمنی در اولین شمارهٔ روزنامهٔ دروشاک (به معنی پرچم) می‌نویسد:
«ارمنیان طی سده‌ها می‌خواستند استبداد عثمانی را از طریق صلح و با کمک کشورهای اروپایی حل کنند اما اروپاییان کمکی نکردند و وضع آن‌ها روز به روز وخیمتر شد. امروز مسئلهٔ ارمنی‌ها پا به مرحلهٔ جدیدی گذاشته‌است و ارمنیان متقاعد شده‌اند که دیگر امید بستن به اروپاییان بیهوده است. باید با دست‌های خود از حقوق، جان، شرف و خانواده‌هایمان دفاع کنیم. امروز تصمیم گرفته‌ایم یا آزاد شویم یا بمیریم. ارمنیان امروز برای آزادی خویش خواهش نمی‌کنند بلکه اسلحه به دست می‌گیرند و حق خود را می‌ستانند. ارمنیان، بیایید متحد شویم و بدون ترس و واهمه وظیفهٔ مقدس کسب آزادی ملی خود را به انجام رسانیم.»

## نقش نیروهای نظامی

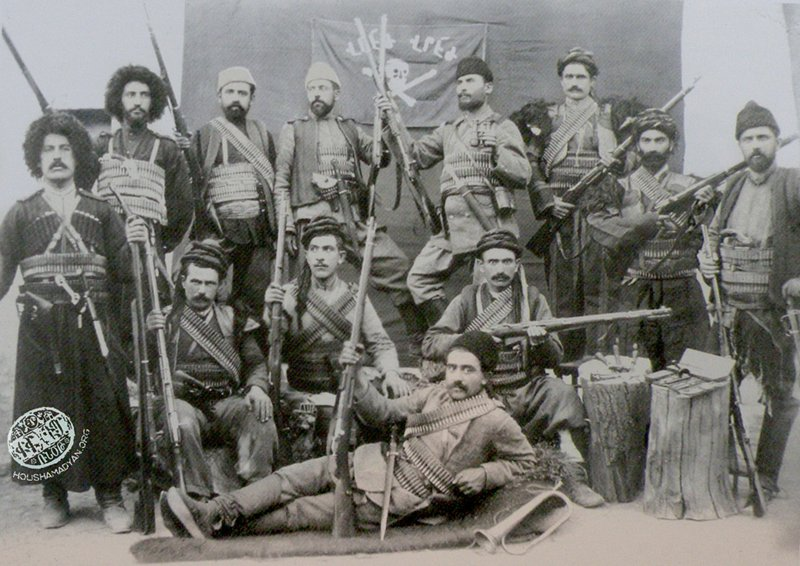
فدائیان ارمنی

تشکیلات نظامی فدائیان ارمنی در سال ۱۸۸۰ میلادی شکل گرفت. هراند پاسدرماجیان در کتاب «تاریخ ارمنستان» می‌نویسد:
«در قبال کشتارهایی که در ارمنستان غربی صورت می‌گرفت ملت ارمنی دریافته بود که عدم مقاومت در برابر ستم و تعدی، نوعی تشویق به تعدی است، این بود که فکر یک مقاومت مسلحانه به طرزی اجتناب ناپذیر زمینه پیدا کرده بود. در مناطق مختلف ارمنستان عثمانی مردانی که به کوهستانها پناه برده بودند، در آنجا به صورت دسته‌هایی مجتمع می‌شدند و جنگ پارتیزانی راه می‌انداختند.»

## نقش بالکان
استقلال یونان در سال ۱۸۳۰ میلادی این امیدواری را در بین دیگر ملل به وجود آورد تا بتوانند به استقلال یا دست کم خودمختاری و کسب امتیازها از امپراتوری عثمانی نائل آیند. در تابستان ۱۸۷۵ میلادی قیام‌هایی علیه سلطه عثمانی‌ها در بوسنی و هرزگوین به وقوع پیوست. در ۱۸۷۶ میلادی بلغارها به اسلحه متوسل شدند که به شدن از سوی تُرک‌ها سرکوب شدند. در همان سال صربستان و مونته‌نگرو متحد شده، برای کسب استقلال به عثمانی اعلان جنگ دادند و جنگی تمام عیار بین عثمانی و صرب‌ها و متحد آن‌ها مونته‌نگرو درگرفت که در پی پیروزی عثمانی‌ها در میدان نبرد، در حالی که فاتحانه قصد ورود به بلگراد را داشتند در برابر اتمام حجت روسیه ۱۸۷۶ میلادی به ناچار سر تسلیم فرود آورد.
روس‌ها با اولتیماتوم خود مانع از سقوط بلگراد و افتادن آن به دست تُرک‌ها شدند و کوشیدند در یک راه حل سازش کارانه بین قدرت‌ها به کسب امتیاز بپردازند، قدرت‌های اروپایی بر آن شدند تا نظارت شش دولت اروپایی را بر اجرای اصلاحات در امپراتوری عثمانی مسجل سازند و موضوع به صراحت در پروتکل لندن ۱۸۷۷ میلادی قید شود؛ نماینده عثمانی حاضر در کنفرانس ضمن رد پروتکل آن را حقارتی برای عثمانی دانست. روسیه به عثمانی اعلان جنگ داد و توانست در جبهه بالکان در پایان ۱۸۷۷ میلادی لشکر روسیه به پیروزی قطعی دست یابد.
صربستان تحت حمایت روس‌ها در ۲۴ ژانویه ۱۸۷۸ میلادی استقلال خود را اعلام کرد و هم‌زمان به عثمانی اعلان جنگ داد. مونته‌نگرو هم در ۱۵ ژانویه ۱۸۷۸ میلادی به تُرک‌ها اعلان جنگ داد و توانستند با شکست ارتش عثمانی به سوی استانبول پیشروی کنند. عثمانی‌ها براساس معاهده پاریس که تمامیت امپراتوری را تضمین کرده بود، خواهان دخالت قدرت‌های بزرگ شدند. بریتانیا با پنج رزمناو وارد دریای مرمره شد و تزار که از پیامدهای زیان بار تصرف استانبول و تهدید بریتانیا بیمناک شده بود از ورود به شهر خودداری کرد.
روس‌ها و دولت عثمانی به موافقت نامه‌ای دست یافتند که در سوم مارس ۱۸۷۸ میلادی در سن استفانو به امضاء دو طرف رسید. (این موافقت نامه باعث خودمختاری بلغارستان شد و دولت‌های صربستان و مونته‌نگرو کاملاً مستقل اعلام شدند، بوسنی و هرزگوین اتباع عثمانی باقی ماندند)

## نسل‌کشی

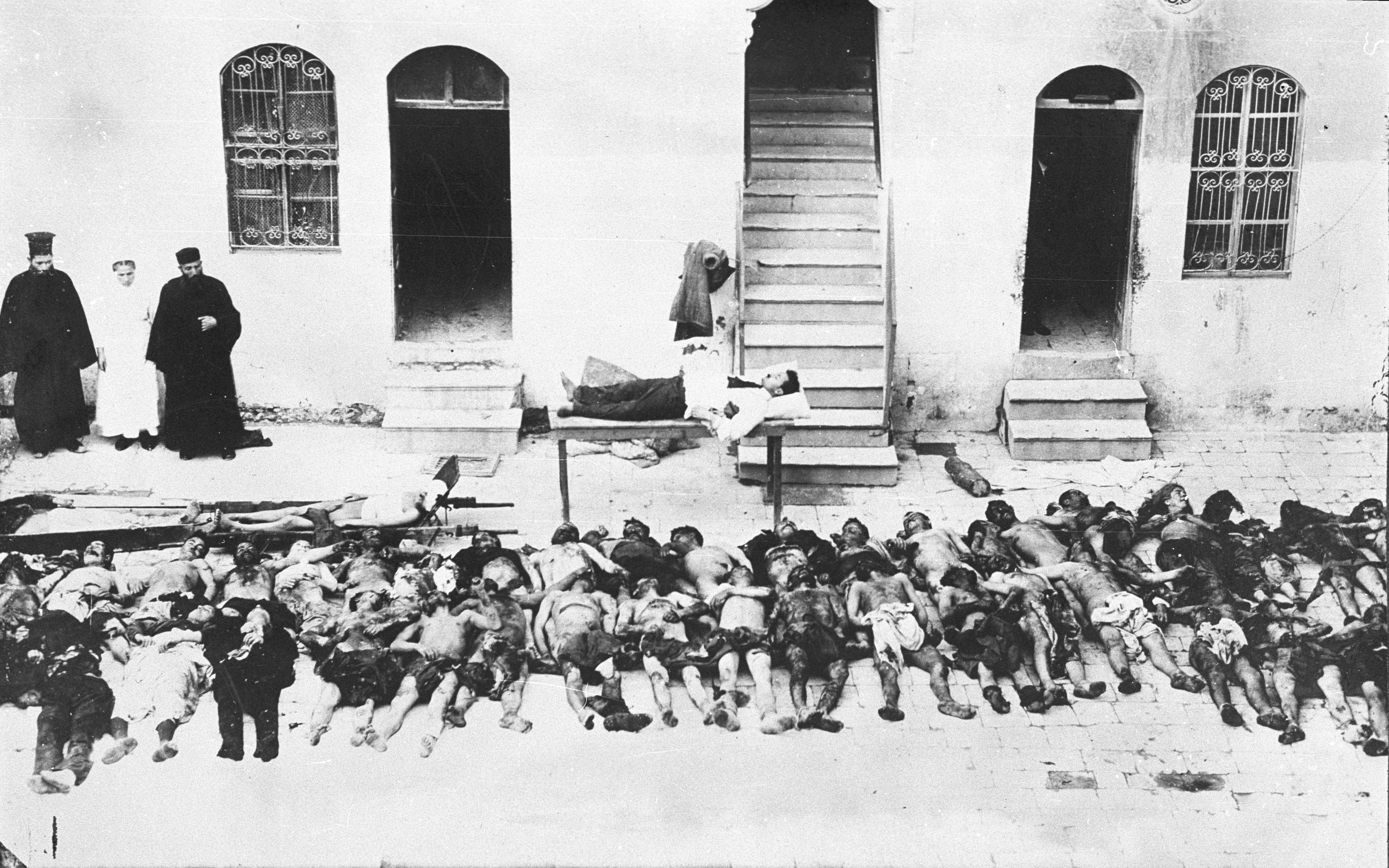
عکس مربوط به تاریخ ۲۸ فوریه سال ۱۹۱۹ در حلب، قتل‌عام کودکان و پزشک بیمارستان، در ۲۷ مارس ۱۹۲۰ میلادی در روزنامه ایندیپندنت منتشر شد.

ارمنیان در طول تاریخ کهن خود همواره در حفظ مبانی فرهنگی و ملی خود پایدار و کوشا بوده‌اند. به خصوص در مقاطعی از تاریخ که ارمنستان تحت سلطه بیگانگان بود، حفظ موجودیت ملی و فرهنگی به قیمت فداکاری‌ها و جانفشانی‌های بی‌شمار از سوی ارمنیان بوده‌است. از اوائل سده نوزده سرزمین‌های ارمنی‌نشین تحت سلطه عثمانی و روسیه تزاری قرار داشت. سرزمین‌های ارمنی‌نشین عثمانی شامل شش ولایت ارمنی بودند. ارمنیان نقش فعالی در تجارت و توسعه عثمانی داشتند؛ و در مبارزات مردمی برای توسعه و برقراری نظام پارلمانتاریسم نقش حاشیه‌ای ولی بسیار مثبت داشتند.
هرچند استخدام مسیحیان در ارتش ممنوع یا بسیار محدود بود ولی از لحاظ آموزش و پرورش مدارس ملیت‌های غیر مسلمان مدرنیزه تر و در سطح بالاتری بودند. چنان‌که در سال ۱۹۱۴ بیش از ۱۸۰۰ مدرسه یونانی با ۱۸۵۰۰۰ دانش آموز و ۸۰۰ مدرسه ارمنی با بیش از ۸۱۰۰۰ دانش آموز وجود داشت. روشنفکران ارمنی همواره و همگام با آزادی خواهان تُرک؛ خواهان برقراری نوعی نظام دمکراتیک در ترکیه بودند. از آنجایی که مسیحیان عثمانی به موجب قراردادهای منعقده با برخی از کشورهای اروپایی در پرتو حمایت آن‌ها قرار گرفته بودند، لذا هر گونه جنبش آزادی خواهانه از سوی آن‌ها با تردید و سوءظن تلقی می‌گردید و به همین جهت برخوردهای سیاسی با شهروندان مسیحی با شدت و شقاوت خاص صورت می‌گرفت. چنان‌که کشتار ارمنیان در سال‌های ۱۸۹۴ تا ۱۸۹۶ از سوی سلطان عبدالحمید آنچنان شدید و خونبار بود که اروپاییان عبدالحمید را «سلطان سرخ» لقب دادند.
برخورد تبعیض جویانه و در عین حال سبعانه علیه شهروندان مسیحی سبب گردید که آن‌ها پس از هر جنبش آزادی خواهانه برای تغییر وضع موجود استقبال و حمایت نمایند. به همین جهت برنامه سیاسی ـ انقلابی اتحاد و ترقی مورد پشتیبانی اقلیت‌ها به ویژه ارمنیان عثمانی قرار گرفت.
کودتای کمیته اتحاد ترقی و اصلاح قانون اساسی ۱۸۷۶ در سال ۱۹۰۸ با استقبال روشنفکران، آزادی خواهان به ویژه ملیت‌های تحت حاکمیت عثمانی به خصوص ارامنه روبرو گردید. این رویداد سبب گردید که احزاب سیاسی و فعال ارمنی مانند هنچاکیان‌ها و داشناک‌ها از فعالیت‌های حزبی علیه عثمانی دست بکشند و توجه‌شان را از عملیات در ایالت‌های ارمنی‌نشین عثمانی به ایران معطوف کنند و راه همکاری با جنبش مشروطه ایران را در پیش گیرند. زیرا آن‌ها معتقد بودند که پیروزی مشروطیت در ایران بازتاب مثبتی در کشورهای همسایه به ویژه عثمانی خواهد داشت. به علاوه انقلاب ایران موجب خواهد شد تا ارمنیان، مسلمانان قفقاز و امپراتوری عثمانی با هم متحد شوند.
وقوع جنگ جهانی اول و ورود عثمانی در ۱۹۱۴ به نفع دولت‌های مرکزی، امپراتوری اتریش، مجارستان و آلمان زمینه را برای انجام این مقصود غیرانسانی (نسل‌کشی) فراهم ساخت. با ورود عثمانی در جنگ، ترکان جوان در سپتامبر ۱۹۱۴ به‌طور یک جانبه کاپیتولاسیون را لغو کردند، به خود مختاری لبنان پایان داده شد؛ در اوت ۱۹۱۵ تعداد زیادی از میلیون عرب در دمشق اعدام شدند. فراتر از همه بر اساس ادعایی واهی در سال‌های ۱۹۱۵–۱۹۱۶ دست به کشتار سیستماتیک جوامع ارمنی در ارمنستان غربی و کیلیکیه زدند.

## مقاومت در طی نسل‌کشی ارمنی‌ها

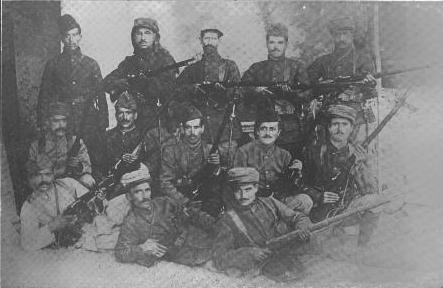
رزمندگان ارمنی در موسی داغ تعداد آنان بین ۵۰۰ تا ۶۰۰ نفر بودند.

اهالی ۶ روستای ارمنی‌نشین اطراف کوه موسی داغ در استان هاتای (موسی داغ یعنی کوه موسی) به مدت ۵۳ روز از (۲۱ ژوئیه ۱۹۱۵م تا ۱۲ سپتامبر ۱۹۱۵م) در مقابل یورش نیروهای منظم و نامنظم دولت عثمانی ایستادگی نمودند. نماینده دولت عثمانی در استان هاتای دستور رسمی دریافت می‌نماید مبنی بر اینکه اهالی روستاهای ارمنی آن منطقه که تعداد آنان بیش از پنج هزار نفر بودند را تبعید نماید؛ ولی اهالی غیرنظامی تن به زیر بار تبعید نمی‌دهند، به بالای کوه موسی داغ پناه می‌برند، و در آنجا با تشکیل نیروهای دفاعی بیش از یک ماه در برابر حملات مکرر سپاهیان عثمانی که تعداد آنان بیش از ۱۵۰۰ نفر بودند مقاومت می‌کنند و تلفات سنگینی بر مهاجمان تحمیل می‌کنند.

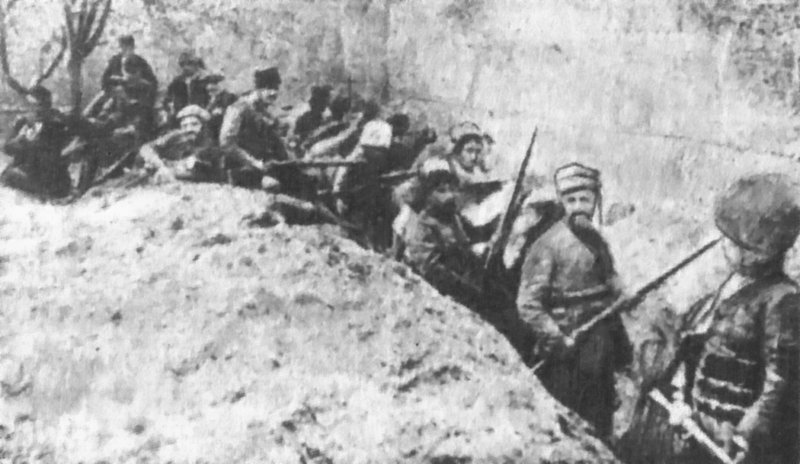
نیروهای ارمنی یک خط دفاعی در برابر نیروهای عثمانی در پشت دیوارهای شهر وان ایجاد نمودند

مقاومت وان یا گاهی محاصره وان یا دفاع از وان هم نامیده می‌شود.
مقاومت وان دو بار صورت گرفت.
مرتبه اول در طی کشتار حمیدیه از ۳ ژوئن تا ۱۱ ژوئن به مدت یک هفته، و مرتبه دوم در طی یک رشته عملیات جنگی در قفقاز که به مدت چهار سال به طول انجامید که مقاومت وان از ۱۹ آوریل تا ۱۷ مه ۱۹۱۵ به مدت ۲۸ روز صورت گرفت.

## پان‌تورانیسم
به عقیده ترک‌ها مسئله ارمنی به‌طور کلی یک توطئه روسی بود که با هدف مضاعف تدافعی و تهاجمی علیه ترکیه ترتیب داده شده بود:انقلابیون ارمنی (از نظر ترک‌ها که ارمنی‌های روسیه نامیده می‌شدند)، مأموران مزدور روسیه بودند که قصد داشتند ارمنستانی مستقل در ولایت شرقی ترکیه تأسیس کنند علت این کار:

ترسیم نقشه جعلی توران بزرگ توسط پان‌ترک‌ها.

- ممانعت از تشکیل یک ترکیه یکدست و قوی بود که ترک گرایان در نظر داشتند با یکسان کردن یا نابود کردن اقوام محلی به وجود آوردند.
- ممانعت از پیشروی پان تورانیسم ترکیه به سوی اقوام تورانی روسیه. در این راه روس‌ها یک مانع موقتی به صورت ارمنستان غربی به وجود آورده‌اند تا وقتی که خودشان بتوانند این نقاط استراتژیک بسیار مهم را در فلات ارمنستان اشغال کنند.
- آماده کردن مواضع مقدم برای پیشروی آینده به سوی آب‌های گرم یعنی جزایر دریای اژه و دریای مدیترانه.

به نظر ترک‌ها سرانجام وقت و فرصت مناسب برای نابود کردن این توطئه روسی و عملی ساختن اهدافشان فرارسیده بود. اهداف مزبور عبارتند از:
- الغای کاپیتولاسیون، یعنی امتیازات برون مرزی که به اروپائیان اعطا شده بود؛ و به‌طور کلی تر و قطعی تر لغو هر گونه نظارت اروپائیان به منظور دستیابی به آزادی عمل کامل.
- ترکی کردن ترکیه، حل مسئله ملیتهای بومی برای همیشه و پاکسازی کشور از اقوام مسیحی.
- برداشتن مانع ارمنی از سر راه پان تورانیسم از طریق نابود کردن نه تنها ارمنیان ساکن ترکیه بلکه نابودی ارمنی‌های شرق ساکن روسیه در صورت پیروزی نظامی بر روسیه و اشغال قفقاز.
- آزاد ساختن اقوام ترک تبار و عملی ساختن اتحاد تورانیان و اتحاد کلیه اقوام و ملت‌های مسلمان

دولت عثمانی در آغاز جنگ جهانی اعلان جهاد داد. متن اعلان جهاد به شرح زیر بود:
نابودی کفاری که ما را آزار می‌دهند خواه به صورت آشکار و خواه پنهان یک عمل خیر است. همان‌طور که قرآن مجید می‌فرماید:هر جا که مشرکان را یافتید به قتل برسانید و از شهرهایشان برانید چنان‌که آنان شما را از وطن خود آواره کردند؛ و فتنه گری که آن‌ها کنند سخت‌تر و فسادش بیشتر از جنگ است و این است کیفر کافران. هرکس که حتی یک کافر را بکشد، خداوند به او پاداش خواهد داد؛ بنابراین هر فرد مسلمان، در هرجا که زندگی می‌کند باید رسماً قسم بخورد که دست کم سه چهار مسیحی را در اطرافش به قتل برساند. زیرا آن‌ها دشمن خدا هستند؛ و بدانید که پاداش شما از جانب آفریننده آسمان و زمین مضاعف خواهد بود. هرکس که از این دستور اطاعت کند از ترس روز حساب خلاص خواهد شد و در بهشت زندگی جاوید خواهد یافت.
امیدهای سیاسی که ترکان به این اعلان بسته بودند، هیچ‌گاه تحقق نیافت. نقشه رهبران ترکیه برای واداشتن جهان اسلام به جنگ با متفقین با شکست کامل روبرو شد. اما یقیناً به عملی شدن طرح کشتار وحشتناکی که ترک‌ها در درون کشورشان برنامه‌ریزی کرده بودند کمک کرد.
طلعت پاشا وزیر کشور حکومت اتحاد و ترقی با غرور فراوان اظهار داشت:
برای حل مسئله ارمنی‌ها من در عرض سه ماه بیش از آنچه عبدالحمید در عرض سی سال کرده بود انجام دادم.

## مبارزات آزادی‌خواهی در آرتساخ

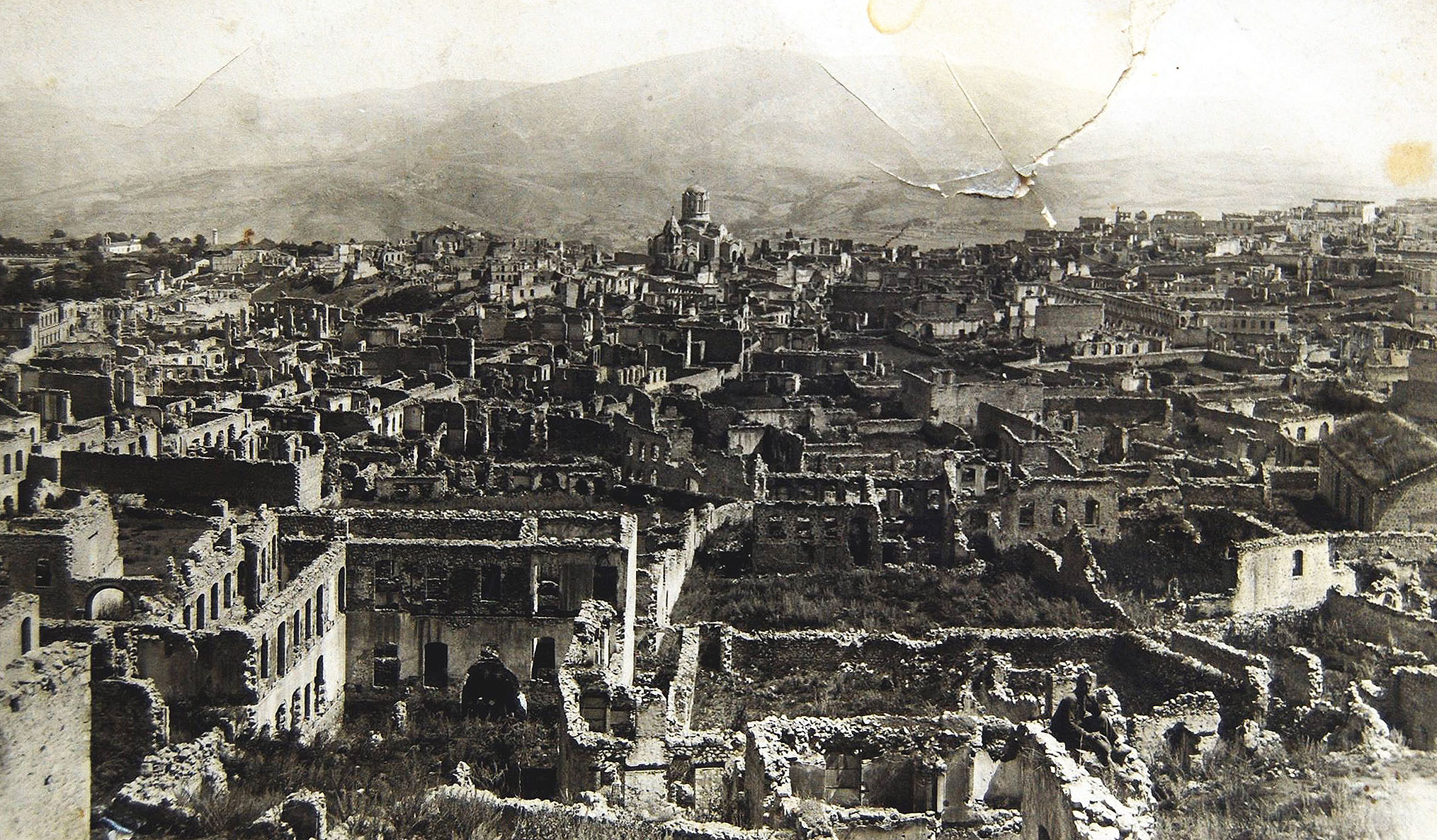
کشتار ارمنیان، و ویرانی‌های شهر شوشی توسط نیروهای جمهوری دمکراتیک آذربایجان ۱۹۲۰ میلادی

تا پیش از هجوم قوای عثمانی در سال‌های انتهایی جنگ جهانی اول به قفقاز و تقسیم قفقاز به سه حکومت مستقل نوعی موازنه ضعف برقرار بود. اما چندی بعد مساواتی‌های جمهوری دمکراتیک آذربایجان گنجه را به عنوان پایتخت موقت حکومت خود برگزیدند و باکو که در آن زمان تحت کنترل بلشویک‌ها قرار داشت؛ مساواتی‌ها از نیروهای نظامی عثمانی تقاضای کمک کردند. نوری پاشا برادر اسماعیل انور؛ یکی از عاملین نسل‌کشی ارمنیان دعوت مساواتی‌ها را پذیرفت و دولتمردان عثمانی و نیروهای تحت امر آنان، اردوی اسلام قفقاز برای اشغال باکو و پاکسازی مسیحیان و رسیدن به آرمان پان‌تورانیسم به سوی باکو روانه شدند.
و تا زمانی که نیروی عثمانی در قفقاز حضور داشت، ارمنستان امکان پیگیری جدی در مورد آرتساخ را نداشت. اما در همان زمان ارمنیان آرتساخ خواسته‌های نوری پاشا را مبنی بر شناسایی رسمی حاکمیت جمهوری دمکراتیک آذربایجان بر آرتساخ و صدور اجازه ورود نیروهای عثمانی را به شوشی نپذیرفتند و حکومت خلق آرتساخ که در اوایل اوت ۱۹۱۸ میلادی. از سوی نخستین مجمع ارمنیان آرتساخ انتخاب شده بود فرستادگان نوری پاشا را دست خالی روانه ساخت.
در پی سقوط باکو به دست عثمانی‌ها و مساواتی‌ها در اواسط سپتامبر ۱۹۱۸ میلادی. نوری پاشا بار دیگر از ارمنیان تقاضا کرد که خواسته‌های وی را بپذیرند که بار دیگر دومین مجمع ارمنیان آرتساخ در جواب خواستار خودمختاری آرتساخ شدند؛ لذا نوری پاشا به «جمال جواد بیگ» فرمانده هنگ یازدهم عثمانی در قفقاز دستور داد که به سوی شوشی پیشروی کند. اندکی پیش از آن نیروهای نظامی مساواتی همراه با تعدادی واحدهای چریک توانستند پس از دو هفته جنگ و جدل بر مقاومت اهالی روستای ارمنی‌نشین فائق شده و بدین ترتیب ارتباط آرتساخ را با منطقه ارمنی‌نشین کوهستان زنگزور قطع کنند.
هنگامی که اهالی ارمنی آرتساخ از سرنوشت اندوه بار ارمنیان باکو و شوشی آگاه شدند و از ترس اینکه به سرنوشت ارمنیان ارمنستان غربی دچار نشوند به رهبری «گراسیم ملیک شاهنظریان» شهردار شوشی از مجمع سوم ارمنیان آرتساخ خواستند با درخواست‌های نوری پاشا موافقت کنند. در حالی که ۵۰۰۰ نفر از نیروهای عثمانی روی به منطقه آسکران نهاده بودند، مجمع سوم در ۴ اکتبر ۱۹۱۸ میلادی. درخواست نوری پاشا را قبول کرد و راه را بر قلب آرتساخ گشود. هنوز یک هفته از استقرار واحدهای عثمانی در شوشی نگذشته بود که مقامات عثمانی بر خلاف وعده صلح و اجرای عدالت و به روش حکومت مداران عثمانی شصت نفر از رهبران، روشنفکران ارمنی را بازداشت و در میدان اصلی شهر شوشی اعدام کردند. (همان کاری که انور پاشا در شب ۲۳ آوریل ۱۹۱۵ میلادی. در استانبول با ۶۰۰ نفر از ارمنیان انجام داد).
با آنکه شوشی تسلیم شده بود اما در دیگر مناطق آرتساخ مقاومت ارمنیان در جریان بود و در چهار منطقه تاریخی آرتساخ یعنی در جرابرد به فرماندهی «آلکسان دمی بالاسیان» در خاچن به فرماندهی «باگرات غازانجیان» در واراندا به فرماندهی «سکرات بیگ شاهنظریان» و در دیزاک به فرماندهی «آرتم لالایان» گروه‌های چریک ارمنی به مقابله با نیروهای عثمانی می‌پرداختند. در تابستان آن سال گروهی متشکل از چریک‌های محلی ارمنی و تعدادی از ارمنی‌های بازمانده از نسل‌کشی ارمنیان که از ارمنستان غربی گریخته بودند به سپاه ژنرال آندرانیک اوزانیان ملحق شده و با واحدهای نوری پاشا و مساواتی‌ها وارد جنگ شدند.
در ژوئیه ۱۹۱۸ میلادی. نیروهای ژنرال آندرانیک به واحدهای مسلح ارمنی در زنگزور پیوسته و خود را برای دفاع از آخرین منطقه ارمنی‌نشین که هنوز به دست نیروهای عثمانی نیافتاده بود آماده کردند. در این عملیات بسیاری از روستاهای مسلمان‌نشین زنگزور به دست قوای ژنرال آندرانیک افتاد و جنگ جهانی اول روزهای پایانی خود را سپری می‌کرد و تا ماه اکتبر کاملاً آشکار شده بود که قوای عثمانی بزودی منطقه را ترک خواهد کرد. نیروهای ژنرال آندرانیک در این زمان در روستاهای حاشیه زنگزور مستقر بودند. در این زمان فرماندهان واحدهای نظامی ارمنی آرتساخ از ژنرال آندرانیک تقاضا کرند که جهت اعاده اقتدار ارمنی‌ها به کمک آن‌ها در سایر جبهه‌ها بپیوندد؛ اما ژنرال آندرانیک تا زمانی که از رهبران لشکری و کشوری آرتساخ ضمانت نامه کتبی مبنی بر پشتیبانی آن‌ها دریافت نداشت دست بکار نشد. آندرانیک در اواسط سپتامبر ضمانت نامه‌ها را دریافت داشت و هنگامی که خود را آماده کارزار می‌ساخت از طرف گراسیم ملیک شاهنظریان شهردار شوشی و «سوکرات بیگ ملیک شاهنظریان» فرمانده واراندا پیغامی دریافت که عملیاتش را ده روز به تعویق اندازد، زیرا آن‌ها امیدوار بودند که بتوانند در این ده روز رؤسای جوامع مسلمان منطقه را متقاعد سازند که در برابر پیشروی قوای ژنرال آندرانیک مقاومت نکنند؛ واضح نیست که این مذاکرات چه نتیجه‌ای داشته ولی این تأخیر با توجه به تحولات بعدی بسیار سرنوشت ساز بود.
تاتارهای زنگزور تحت رهبری سلطان بیگ سلطانوف قرار داشتند و هر یک جنگجویان مجرب و کار کشته‌ای بودند؛ لذا هنگامی که نیروهای ژنرال آندرانیک در سحرگاه روز ۲۹ نوامبر ۱۹۱۸ میلادی. پیشروی خود را به سوی آرتساخ آغاز کردند با مقاومت سرسختانه مخالفین روبرو شدند و قوای ژنرال آندرانیک پس از سه روز جنگ بی‌وقفه نتوانست آن‌ها را شکست و پس از یک روز راهپیمایی وارد شوشی شدند. در آن هنگام در سایر جبه‌های جنگ جهانی اول تغییر و تحولاتی روی داد که بر مسائل آرتساخ نیز تأثیر گذاشت. دولت عثمانی در پی فروپاشی خطوط دفاعی اش در جبهه‌های جنگ شام و فلسطین و میان رودان در ۳۰ اکتبر ۱۹۱۸ میلادی شکست را پذیرفت و شرایط ترک مخاصمه را قبول کرد که یکی از شروط این ترک مخاصمه خروج نیروهای عثمانی از قفقاز بود از اینرو واحدهای نظامی بریتانیا در قفقاز مستقر شدند.

## مبارزات واحدهای نظامی منظم ارمنی

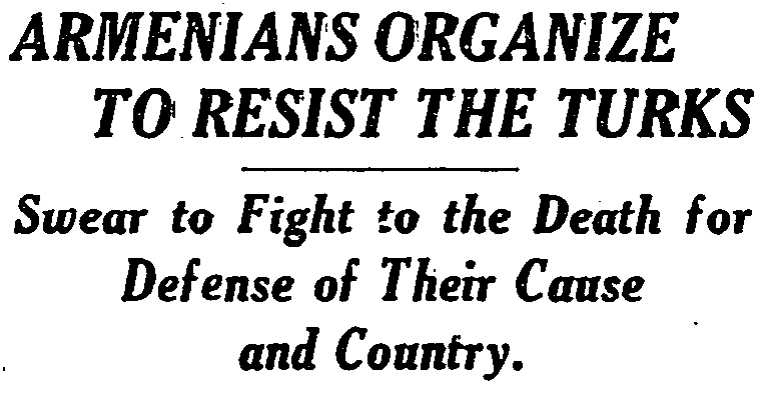
سرفصل روزنامه نیویورک تایمز از مه-ژوئن ۱۹۱۸ (سازماندهی ارمنیان برای ایستادگی در برابر تُرک‌ها. قسم به مبارزه با مرگ برای دفاع از نهضت و کشور خود)

نبردهای آباران، قره کلیسا و سارداراباد نبردهایی بود که در سال ۱۹۱۸ میلادی از ۲۱ تا ۲۹ مه بین اولین جمهوری ارمنستان و دولت عثمانی صورت گرفت. نیروهای عثمانی در ۲۱ مه برای تصرف ایروان حمله کردند. لشکر سوم پیاده تُرک‌ها که تعداد آنان به حدود ۱۳۰۰۰ نفر می‌رسید به سوی آپاران یا (آباران) حرکت کردند در آن سو نیروهای تحت فرمان درو که نیمی از هنگ ششم تفنگدار، یک آتشبار توپخانه و حدود هزار پارتیزان کارآزموده و تک‌تیرانداز در اختیار داشت. این نیروی نه چندان چشمگیر توانست در تنگه‌ای مابین آپاران و آشتاراک حدود پنجاه کیلومتری ایروان راه را بر پیشروی تُرک‌ها ببندد و ژنرال مُوْسس سیلیکیان نیز در سارداراباد نه فقط تعرض تُرک‌ها را درهم شکست بلکه موفق شد آن‌ها را حدود پنجاه کیلومتر نیز به عقب براند.
نیروهای عثمانی که شامل حدود ۱۰ هزار سرباز، ۷۰ قبضه توپ و ۴۰ مسلسل به فرماندهی وهیب پاشا به سوی شهر وانادزور (قره کلیسا) پیش روی کردند و نیروهای ارمنی با تعداد ۶ هزار سرباز و ۷۰ قبضه توپ و ۲۰ مسلسل به فرماندهی ژنرال تُوْماس ناظاربگیان و گارگین نژده؛ پس از ۴ روز نبرد سخت (۲۵–۲۸ مه) که هر دو طرف تلفات بسیاری دادند، نیروهای عثمانی مجبور شدند عقب بنشیند.

## اولین جمهوری ارمنستان

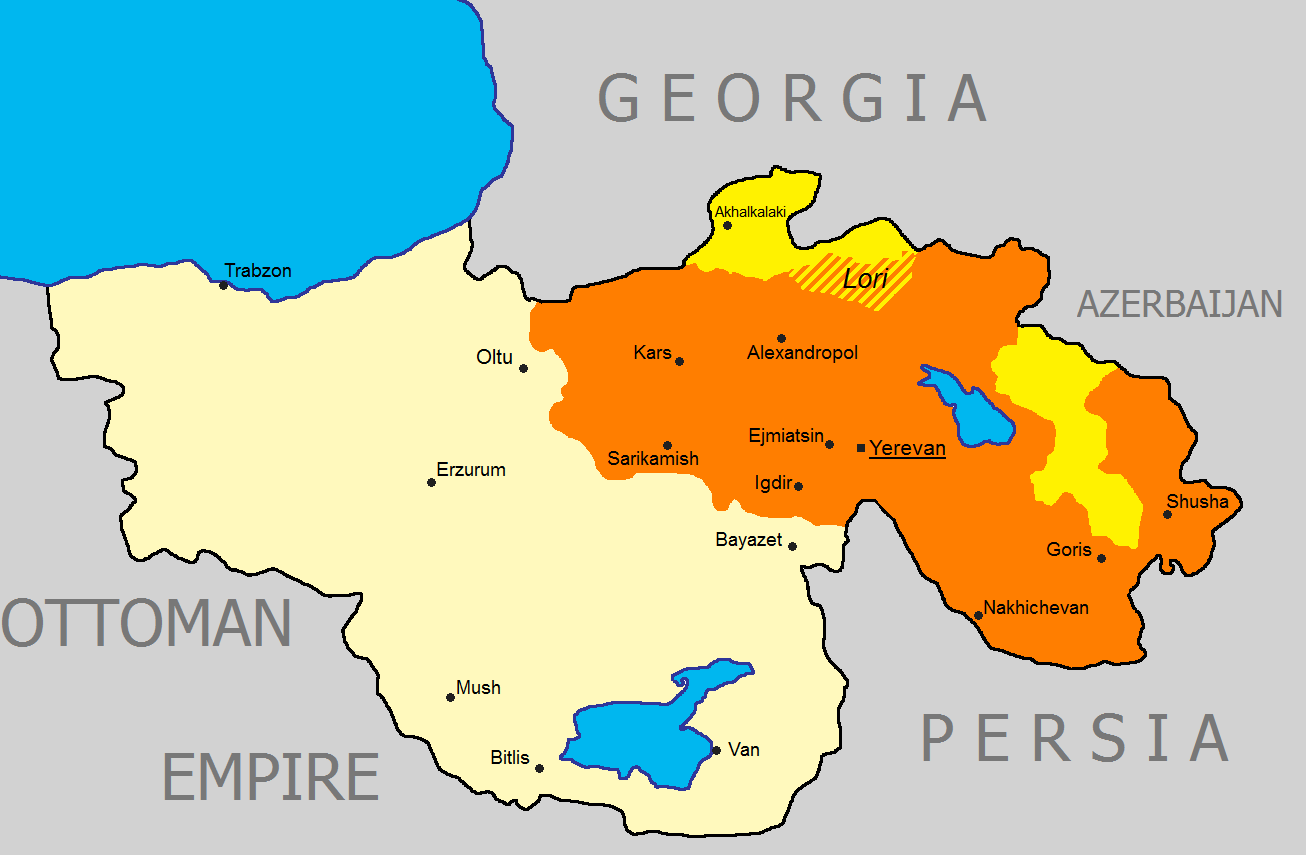
اولین جمهوری ارمنستان

بعد از نبرد سارداراباد که در سال ۱۹۱۸ میلادی از ۲۱ تا ۲۷ مه بین ارمنستان و دولت عثمانی در شهر سارداراباد، ۴۰ کیلومتری غرب شهر ایروان صورت گرفت و با پیروزی ارتش ارمنستان خاتمه یافت، و در ۲۸ مه ۱۹۱۸ میلادی کشور ارمنستان اعلام استقلال نمود و اولین جمهوری ارمنستان تشکیل شد. جمهوری ارمنستان به مساحت یازده هزار کیلومتر مربع، که جمعیت آن در ۱۹۱۴ میلادی سیصد هزار نفر بود، ولی در ۱۹۱۸ میلادی به دلیل حضور صدها هزار پناهنده از یک میلیون متجاوز بود دولت ارمنستان ناگزیر بود با مشکلات بزرگی دست و پنجه نرم کند. قحطی و تیفوس قربانیان زیادی گرفت؛ در تمامی طول سال ۱۹۱۹ میلادی، قدرت‌های بزرگ نسبت به متحدین خود، که در بحرانی‌ترین لحظات جنگ در کنارشان بودند، بی علاقگی نشان دادند. ارمنیان می‌خواستند که استقلال دولتشان را به رسمیت بشناسند و تسلیحاتشان را تأمین کنند اما هیچ‌کدام از این‌ها تحقق نیافتند و در تمامی طول سال ۱۹۱۹ میلادی تنها گندم آمریکایی آن هم از سوی بنیاد کمک‌رسانی خاور نزدیک به ارمنستان ارسال شد و هیچ دولتی کمترین کمکی به کشور نوپای ارمنستان ارسال نکرد.

## عهدنامه‌ها

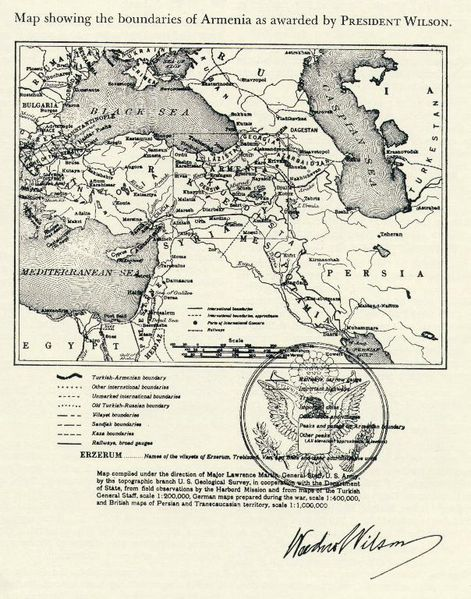
معاهدهٔ سِور که در دهم اوت ۱۹۲۰ میلادی به امضاء توماس وودرو ویلسون رسید (معروف به معاهده ویلسون) تعیین مرز ارمنستان غربی

در ۲۵ و ۲۶ آوریل ۱۹۲۰ میلادی، شورای عالی متحدین و هم پیمانان آن متشکل از نمایندگان بریتانیای کبیر، فرانسه، ایتالیا و ژاپن تقاضاهای خود را از رئیس‌جمهور ایالات متحده آمریکا به شرح زیر مطرح کردند:
- اعطای اعتبارنامه به ارمنستان
- تعیین مرز بین ارمنستان و ترکیه با حکم داوری[۶۲]

مورد دوم همچنین از سوی رئیس کمیسیون صلح، نخست‌وزیر و وزیر امور خارجهٔ فرانسه، آلکساندر میلران، در ۲۷ آوریل ۱۹۲۰ میلادی، به ثبت رسید. این تقاضا رسماً به منزلهٔ مادهٔ ۸۹ در معاهده سور گنجانده و از طرف ارمنستان، ترکیه و حدود بیست کشوری که معاهده را امضا کردند تسلیم رئیس‌جمهور ایالات متحده آمریکا شد. رئیس‌جمهور ایالات متحده، وزارت امور خارجه، وزارت دفاع، هیئت دولت و گروه مربوط، به رهبری پروفسور وسترمن (William Linn Westermann)، بعد از بررسی و پژوهش در این خصوص در نهایت، حکم داوری را صادر کردند. توماس وودرو ویلسون حکم داوری را در ۲۲ نوامبر ۱۹۲۰ میلادی امضا و آن را در ۶ دسامبر ۱۹۲۰ میلادی رسماً به شورای عالی متحدین در پاریس ارسال کرد. عنوان کامل و رسمی این حکم بدین شرح است:
 «تصمیم رئیس‌جمهور ایالات متحدهٔ آمریکا در خصوص تعیین مرزهای بین ارمنستان و ترکیه و داشتن مرز آبی برای کشور ارمنستان و تخلیهٔ نیروهای نظامی ترکیه مستقر در مجاورت مرز ارمنستان، ۲۲ نوامبر ۱۹۲۰ میلادی.»

## گاه‌شماری رویدادهای جنبش آزادی‌بخش
- ۱۸۶۲ میلادی؛ درگیری مردم با نیروهای عثمانی بر سر مالیات
- مه ۱۸۷۸ میلادی؛ پیمان سن استفانو و ارائه تقاضانامه ارمنیان ماده ۱۶
- ژوئن ۱۸۷۸ میلادی؛ پیمان برلین (۱۸۷۸) و ارائه تقاضانامه ارمنیان ماده ۶۱
- ژوئن ۱۸۷۸ میلادی؛ مگردیچ خریمیان نماینده ارمنیان در کنفرانس‌های بین‌المللی و مطرح کردن خواسته‌های ارمنیان
- ۱۸۸۵ میلادی؛ تشکیل حزب آرمناکان
- ۱۸۸۷ میلادی؛ تشکیل حزب سوسیال دموکرات هنچاکیان
- ۱۸۸۹ میلادی؛ نبرد باش‌قلعه (۱۸۸۹)
- ۱۸۹۰ میلادی؛ تشکیل فدراسیون انقلابی ارمنی
- ۲۷ سپتامبر ۱۸۹۰ میلادی؛ تشکیل گروه سرکیس گوگونیان
- ۱۸۹۲ میلادی؛ مگردیچ خریمیان جاثلیق کل ارمنیان می‌شود
- ۱۸۹۴ میلادی؛ مقاومت ساسون (۱۸۹۴)
- اکتبر ۱۸۹۵ میلادی؛ مقاومت زیتون (۱۸۹۵–۱۸۹۶)
- ۳ تا ۱۱ ژوئن ۱۸۹۶ میلادی؛ مقاومت وان (۱۸۹۶)
- ۲۶ اوت ۱۸۹۶ میلادی؛ تسخیر بانک عثمانی (۱۸۹۶)
- ۲۵ تا ۲۷ ژوئیه ۱۸۹۷ میلادی؛ نبردخانه سور (۱۸۹۷)
- نوامبر ۱۹۰۱ میلادی؛ نبرد کلیسای آراکلوتس (۱۹۰۱)
- ۱۲ ژوئن ۱۹۰۳ میلادی؛ دستور مصادره اموال کلیسای ارمنیان توسط روسیه تزاری
- ۱۹۰۴ میلادی؛ شورش ساسون (۱۹۰۴)
- ۲۲ ژانویه ۱۹۰۵ میلادی؛ انقلاب روسیه (۱۹۰۵)
- ۱۹۰۵–۱۹۰۷ میلادی؛ کشتار ارمنی-تاتار ۱۹۰۵–۱۹۰۷
- ۲۱ ژوئیه ۱۹۰۵ میلادی؛ ترور عبدالحمید دوم (۱۹۰۵)
- ۱۹۰۷ میلادی؛ فوت مگردیچ خریمیان
- ۱۹۰۸ میلادی؛ انقلاب ترکان جوان
- ۱۹۱۱ میلادی؛ گئورک پنجم جاثلیق کل ارمنیان می‌شود
- ژانویه ۱۹۱۲ میلادی؛ توقیف و تبعید آزادی خواهان و روشن فکران و اعضاء احزاب ارمنی توسط روس‌ها
- ژانویه تا فوریه ۱۹۱۴ میلادی؛ ارائه طرح اصلاحیه وضعیت ارمنیان در شش ولایت ارمنی ترکیه
- یکم نوامبر ۱۹۱۴ میلادی؛ آغاز عملیات جنگی در قفقاز
- ۱۹۱۴ میلادی؛ نبرد ساری‌قمیش
- مارس ۱۹۱۵ میلادی؛ مقاومت زیتون (۱۹۱۵)
- آوریل تا مه ۱۹۱۵ میلادی؛ مقاومت وان
- ۲۷ مه ۱۹۱۵ میلادی؛ فرمان و تصویب قانون تهجیر
- ژوئن ۱۹۱۵ میلادی؛ شورش شبین قره‌حصار
- ژوئن ۱۹۱۵ میلادی؛ مقاومت موسی داغ
- ۲۶ ژوئیه ۱۹۱۵ میلادی؛ نبرد ملازگرد (۱۹۱۵)
- سپتامبر ۱۹۱۵ میلادی؛ نبرد شانلی‌اورفه
- اوت ۱۹۱۶ میلادی؛ نبرد بتلیس
- ۲۱ تا ۲۷ مه ۱۹۱۸ میلادی؛ نبرد سارداراباد
- ۲۸ مه ۱۹۱۸ میلادی؛ تشکیل اولین جمهوری ارمنستان
- ۱۰ اوت ۱۹۲۰ میلادی؛ معاهده سور
- ۲۹ سپتامبر ۱۹۲۰ میلادی؛ نبرد ساری‌قمیش (۱۹۲۰)
- ۳۰ اکتبر ۱۹۲۰ میلادی؛ نبرد قارص (۱۹۲۰)

## یادداشت
1. ↑  Although there is no certain date that is considered the beginning of the movement, some historians claim the 1862 Zeytun uprising is its beginning.[۱] The end of the movement is not specified either. Full Soviet control of Armenia was established by mid-1921, but formally, it became part of the Soviet Union and its lost its de jure independence only with the 1922 Treaty on the Creation of the USSR.